# Tennistavolo al XVIII Festival olimpico estivo della gioventù europea
Le competizioni di tennistavolo al XVIII Festival olimpico estivo della gioventù europea si sono svolte dal 22 al 26 luglio 2025 a Skopje, in Macedonia del Nord. 

## Podi
| Evento              | Oro                                          | Argento                          | Bronzo                                                                         |
| Singolare maschile  | Patryk Żyworonek                             | Noah Vitel                       | Görkem Öçal Mark Usov                                                          |
| Singolare femminile | Nina Skerbinz                                | Katarzyna Rajkowska              | Hanka Kodet Diana Koliennikova                                                 |
| Doppio misto        | Polonia Katarzyna Rajkowska Patryk Żyworonek | Rep. Ceca Hanka Kodet Jan Skalda | Austria Nina Skerbinz Tobias Tischberger Romania Andreea Băiașu Robert Istrate |

## Medagliere
Nazione ospitante 
| Posizione | Paese     | Oro | Argento | Bronzo | Totale |
| --------- | --------- | --- | ------- | ------ | ------ |
| 1         | Polonia   | 1   | 1       | 0      | 2      |
| 2         | Austria   | 1   | 0       | 0      | 1      |
| 3         | Francia   | 0   | 1       | 0      | 1      |
| 4         | Rep. Ceca | 0   | 0       | 1      | 1      |
| 4         | Svezia    | 0   | 0       | 1      | 1      |
| 4         | Turchia   | 0   | 0       | 1      | 1      |
| 4         | Ucraina   | 0   | 0       | 1      | 1      |
| Totale    | Totale    | 2   | 2       | 4      | 8      |